# كريستيان بيرين
كريستيان بيرين (بالفرنسية: Christian )‏ (و. 1821 – 1889 م) هو ممثل، ومغني أوبرا، وممثل مسرحي، من فرنسا، ولد في باريس، توفي عن عمر يناهز 68 عاماً بسبب سكتة دماغية.